# Bolboceratops scorteccii
Bolboceratops scorteccii là một loài bọ cánh cứng trong họ Geotrupidae. Loài này được Carpaneto & Mignani & Piattella miêu tả khoa học năm 1993.